# Erlun
Erlun (chinesisch 二崙鄉, Pinyin Èrlún xiāng, taiwanisch: Jī-lūn-hiong, Hakka: Ngi-lùn-hiông / Ngi lunˋ hiongˇ) ist eine Landgemeinde des Landkreises Yunlin in der Republik China (Taiwan).

## Lage und Beschreibung

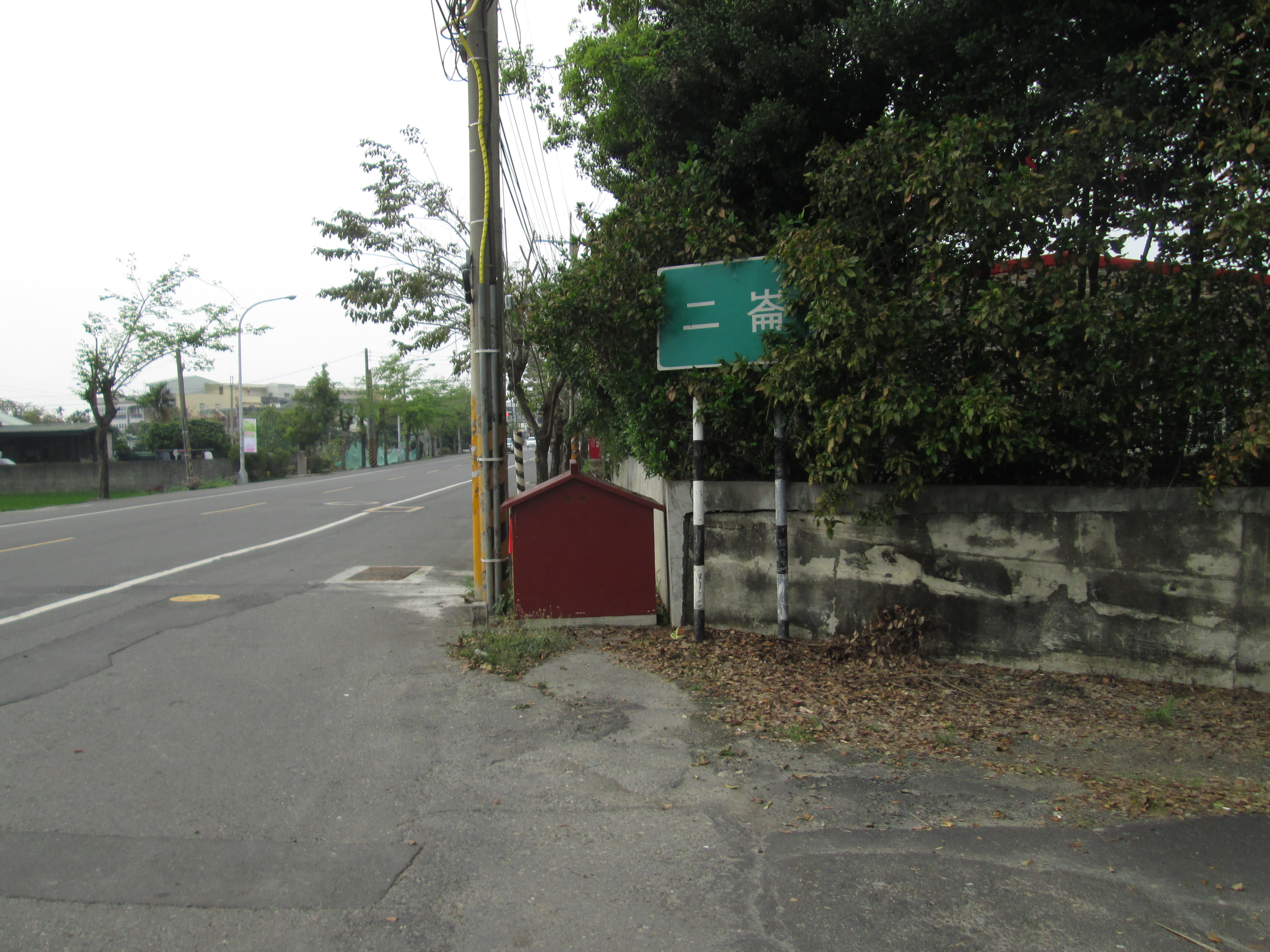
Ortsschild

Erlun liegt im Norden des Landkreises Yunlin. Es grenzt im Norden an den Fluss Zhuoshui, der die Grenze zum Landkreis Changhua bildet. Jenseits des Flusses liegen die Orte Dacheng, Zhutang und Xizhou. Erluns Nachbargemeinden in Yunlin sind Xiluo im Osten, Huwei im Süden und Lunbei im Westen. Das Gebiet gehört zur Schwemmebene des Zhuoshui.
Die Bevölkerung der Gemeinde nimmt seit längerem kontinuierlich ab. Zwischen 1981 (etwa 37.000 Menschen) und 2024 (unter 25.000) sank die Einwohnerzahl um ungefähr ein Drittel.
Viele der Einwohner gehören der Volksgruppe der Hakka an.

## Geschichte
Das Gebiet von Erlun wurde seit Beginn des 18. Jahrhunderts von chinesischen Einwanderern besiedelt. Sie machten das Land urbar, sorgten für Bewässerung und betrieben Landwirtschaft. Sie gaben der Gegend nach zwei hier befindlichen Geländeerhebungen den Namen „Zwei Hügel“, taiwanisch Jīlūn, chinesisch Èrlún (二崙). Die lokalen taiwanischen Ureinwohner der Völker Hoanya und Babuza wurden im Lauf der Zeit verdrängt oder sinisiert.
Die Dörfer der Gegend wurden während der japanischen Herrschaft über Taiwan zur Gemeinde Erlun zusammengefasst. Nach der Übernahme Taiwans durch die Republik China wurde Erlun in den neuen Landkreis Yunlin eingegliedert.

## Verkehr und Wirtschaft

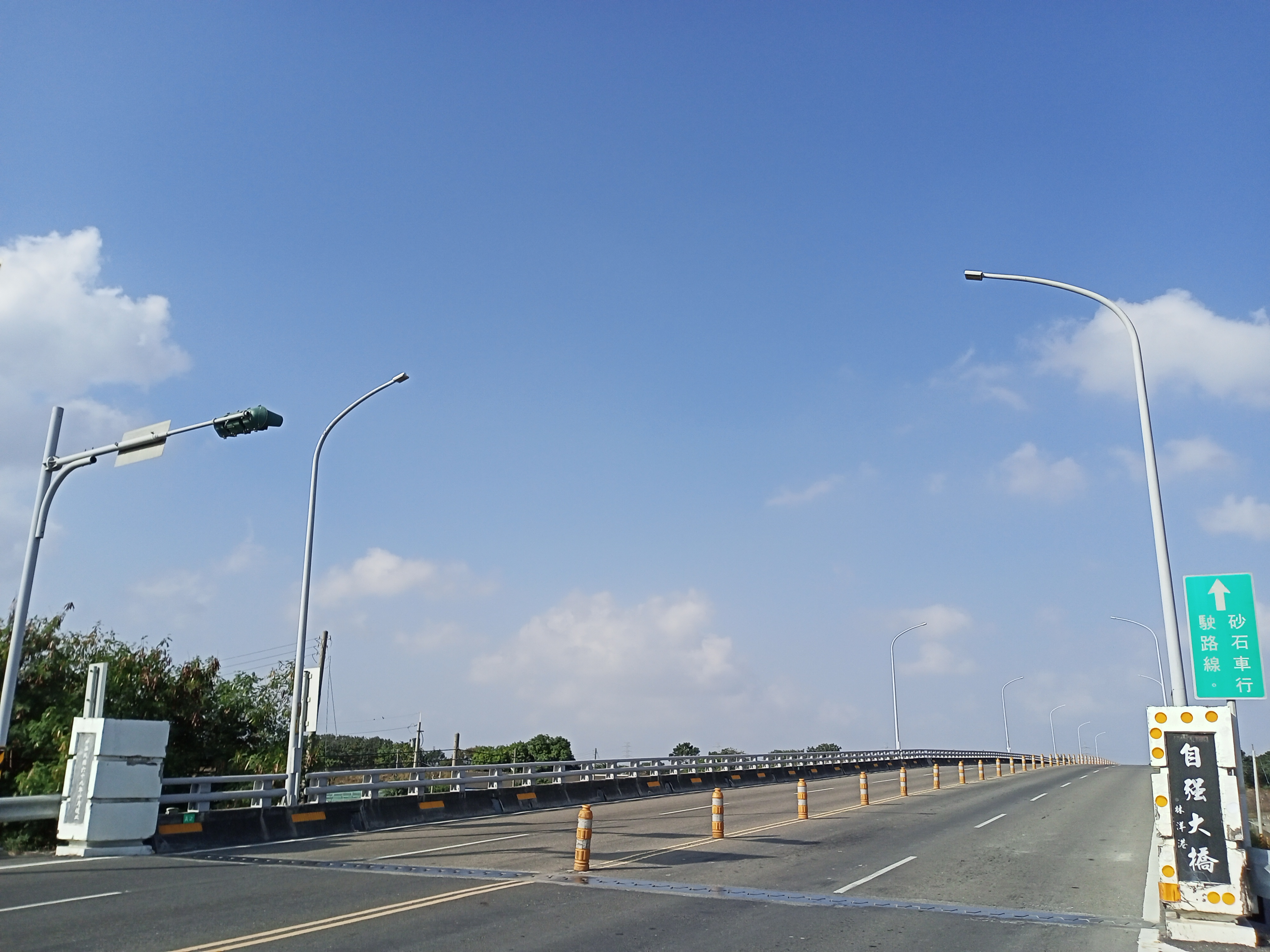
Die Ziqiang-Brücke (Provinzstraße 19) nach Zhutang

In Erlun kreuzen sich die Provinzstraße 19 (Nord nach Südwest) und die Kreisstraße 154 (West nach Ost). Die Gemeinde ist mit einigen Buslinien an die Umgebung angebunden.
Das Gebiet ist weitgehend von Landwirtschaft geprägt. Neben dem traditionellen Reis umfassen die Erzeugnisse in neuerer Zeit auch Wassermelonen, Cantaloupe-Melonen, Zuckermelonen, weiteres Obst und Gemüse sowie Honig. Auch Schweine- und Geflügelzucht werden betrieben. In einigen Fabriken werden Lebensmittel produziert, u. a. Tofu.

## Kultur und Sehenswürdigkeiten

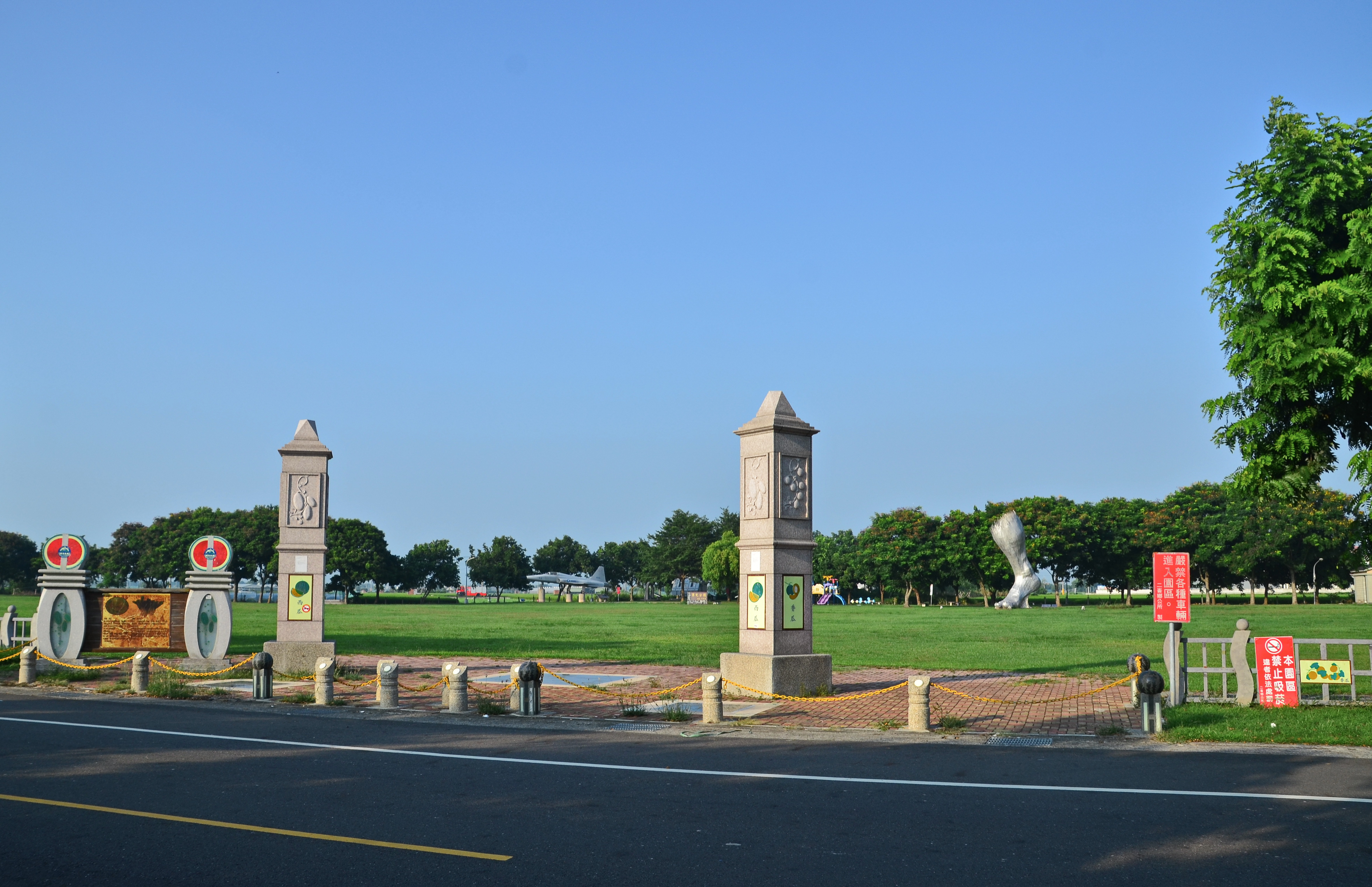
Der Sportpark

In Erlun befinden sich mehrere daoistische und buddhistische Tempel sowie christliche Gemeinden. Ein Zentrum des spirituellen und gesellschaftlichen Lebens ist der Cifu Gong (賜福宮) mit der Hauptgottheit Mazu aus dem Jahr 1753, der in seiner Geschichte mehrfach renoviert wurde.
An der Grenze zwischen Erlun und Xiluo steht der Chongyuan Tang (崇遠堂), ein Ahnentempel der Hakka-Familie Zhang-Liao, die in der Region zahlreiche Angehörige zählt. Ein weiteres charakteristisches Bauwerk ist die Pitang-Pagode (埤塘寶塔) im Dorf Dingan, um die herum ein Park angelegt wurde. Die Pagode dient der Urnenbestattung.
In den Hakka-Siedlungen Erluns und des benachbarten Xiluo, die Qiqian (七嵌 oder 七欠), auch Qikan (七崁) genannt werden, besteht eine unter derselben Bezeichnung bekannte traditionelle Choreographie, die Musik, Tanz, Kung Fu und Löwentanz umfasst und bei Tempelfesten oder anderen Anlässen aufgeführt wird. Der Zhao’an-Dialekt der Hakka-Sprache, der mit den frühen Siedlern aus dem chinesischen Zhao’an (Stadt Zhangzhou) nach Erlun kam, wird hier kaum noch gesprochen.
In Erlun sind die Puppenspieltruppen Liao Wen-ho (廖文和布袋戲團) und Wuzhou Yihuatuan (五洲藝華園) beheimatet, die in einer langen Tradition lokalen Puppenspiels stehen und mit ihren Budaixi-Handpuppen (布袋戲) in ganz Taiwan auftreten.
Jährlich am Samstag vor dem Muttertag im Mai wird in Erlun das Wassermelonen-Festival (二崙西瓜節 Erlun Xiguajie) veranstaltet, das zahlreiche Besucher von außerhalb anzieht.
Ein beliebtes Ausflugsziel ist der Erlun-Sportpark (二崙運動公園) mit vielen Sport- und Freizeitangeboten.